# Воздвиженка (Каслинский район)
Воздви́женка — посёлок в Каслинском районе Челябинской области России. Административный центр Воздвиженского сельского поселения. 

## География
Находится на северо-восточном берегу озера Синара, примерно в 24 км к северу от районного центра, города Касли, на высоте 253 метров над уровнем моря.

## Население
| 2002 | 2010 |
| ---- | ---- |
| 540  | ↘381 |

По данным Всероссийской переписи, в 2010 году численность населения посёлка составляла 381 человека (184 мужчины и 197 женщин).

## Улицы
Уличная сеть посёлка состоит из 9 улиц.

## Инфраструктура
В посёлке функционируют средняя общеобразовательная школа, фельдшерско-акушерский пункт и отделение связи. В Воздвиженке располагался стекольный завод, который уже не функционирует. Так же находился химический завод и рыбзавод. Была своя гончарная.